# Las Cascadas
Las Cascadas es una aldea del sur de Chile perteneciente a la comuna de Puerto Octay, Región de Los Lagos. Se ubica en la orilla oriental del lago Llanquihue, a los pies del volcán Osorno. Según el censo de 2013, tiene una población de 882 habitantes.

## Descripción
La localidad se encuentra a a 35 km al sureste del pueblo de Puerto Octay y a 20 km al norte de la aldea puertovarina de Ensenada. Tiene una pequeña plaza, una escuela básica, posta rural, iglesia, compañía de Bomberos y un retén de Carabineros.  

## Turismo

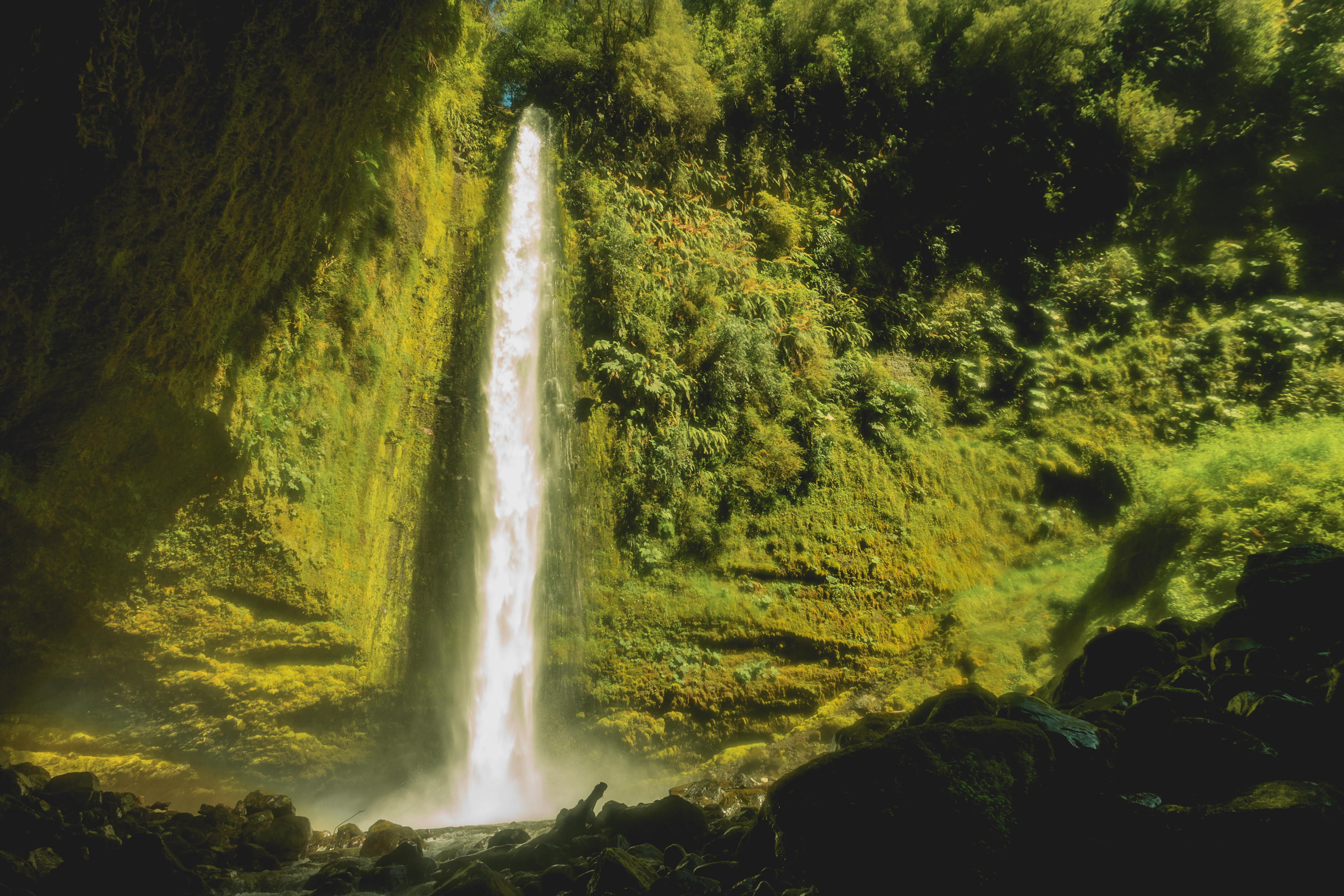
El salto de agua del río Blanco.

Las Cascadas cuenta con servicios tales como restaurantes, hostales, cabañas y camping.
El principal atractivo turístico del sector es un salto de agua de 50 m del río Blanco, conocido como «La cascada». Se encuentra a 4 km hacia el interior. El último tramo es un sendero de aproximadamente 30 minutos de duración rodeado de bosque que bordea el río Blanco y lo cruza en varias ocasiones. La entrada a la cascada es liberada.
También cuenta con una playa no habilitada para el baño.
La aldea está en las inmediaciones del Parque Nacional Vicente Pérez Rosales, por lo que se encuentra cerca de atractivos como laguna Verde (Ensenada) y el volcán Osorno. En el sector de Puerto Klocker, 7 km al norte de Las Cascadas, se puede acceder en vehículo al sector La Picada del parque nacional.